# Весна (богиња)
Весна је богиња пролећа у старој словенској религији.
Реч весна на руском језику значи „пролеће” и „младост”. У српском језику се често употребљава израз весник пролећа.
У српском народу се ова реч често користи као женско име.

## Етимологија
Етимологију имена богиње Весне даје нам Крек на тај начин, што њено име доводи у везу са староиндијском речју – вас – што значи бити јасан, светао, светлост. Весна тј. „светло или годишње доба, које доноси светлост (ведрину)”, може се упоредити и са староиндијским – Vasanta – које у авести гласи: vanri; у староперсијском: vahara; у новоперсијском: bahar; у грчком йар; у латинском: ver место verer, veser пролеће; у старонордијском: vbr, у лит: vasara што значи лето. Називи пролећа код разних народа и у разним језицима налазе своје јединство у корену: – vas. – Према свему овоме, изгледа да је Весна била богиња пролећа.

## Изглед
Весну су Словени доживљавали као лепу, насмејану младу девојку окићену венцима и у белој хаљини. Коса јој је била украшена цветним звонима. Имала је крупне очи. У доњем делу струка имала је велики цветни венац.

## Особине
Весна је богиња пролећа и поред Ладе сматра се богињом које је оличење ведрих годишњих доба. Због ове особине, да је богиња радосног и светлог годишњег доба, она је била омиљена међу народом. О тој чињеници сведочи и то да је нарочито код Срба често женско име Весна. Људи су давали ћеркама то име верујући да ће њихове ћерке бити радосне и веселе попут богиње Весне, односно, попут пролећа. Да је Весна светло божанство говори и то да на староиндијском реч вас значи бити светао, јасан, светлост. А управо та реч се налази у корену Весниног имена.
Весна никад није била усамљена. Њу су пратили Геровит, који је бдио над њом, и Стрибог, бог ветра и ваздуха. Према легенди, Стрибог је Весну доносио сваког пролећа на крилима лаког и пријатног поветарца.

## Митска борба са Мораном
Веснина непријатељица је била Морана, богиња зиме. Њихов митски сукоб се понављао сваке године на смени зиме и пролећа. Весна је односила победу убијањем Моране, враћајући је у подземни свет и ослобађајући тиме земљу од зиме. Зима је била доба када су се многи смрзавали, гладовали и умирали. Долазак пролећа је све то мењао. Зато се народ у обичајности приклањао Весни и дозивао је, док је Морана била спаљивана и бацана у реку.

## Обичаји
Један од празника посвећених Весни славио се са супружницима који су склопили брак претходне године. Био је то један од најрадоснијих празника Словена. За ту прилику су спремани колачи са медом, названи меденчићима. Међутим, овај празник је касније црква везала за дан четрдесет мученика, 22. март, и данас познат као Младенци. Веснин цветни празник такође се одржао и данас се назива Цвети. У Весниним обредима давало се верницима да прогутају лесков пупољак или глогов лист. Деца су у време цветања врба кићена врбиним ресама, а око врата су им се стављали звончићи. Овај обред је и у хришћанству одржао своје име, а име му је Врбица. Јаја су се фарбала у пролеће, обично у црвену боју, која је симболисала сунце, ватру и топлоту, коју је Весна доносила својим доласком.